# پری‌ماهیان
پری‌ماهیان (نام علمی: Grammatidae) نام یک تیره از زیرراسته سوف‌ماهی‌شکلیان است.